# ماتیاس مینک
ماتیاس مینک (انگلیسی: Matthias Mink؛ زادهٔ ۳۱ ژوئیهٔ ۱۹۶۷) بازیکن فوتبال اهل آلمان است.
از باشگاه‌هایی که در آن بازی کرده‌است می‌توان به باشگاه فوتبال اس‌سی فورتونا کلن اشاره کرد.